# Madelaine Böhme
Madelaine Böhme (* 1967 in Plowdiw, Bulgarien) ist eine deutsche Geowissenschaftlerin, Paläontologin und seit Ende 2009 Professorin für Paläoklimatologie an der Universität Tübingen. Ihr Spezialgebiet ist die terrestrische Paläoklimatologie und die Evolution von frühen Menschenaffen.

## Werdegang
Madelaine Böhme ist die Tochter eines Mathematikers, der sie alleine großziehen musste, weil ihre Mutter bei der Geburt gestorben war. Er hat bei seiner Tochter früh das Interesse für die Natur und wissenschaftliche Fragen geweckt. Schon als Kind sammelte sie tote Tiere und Knochen. Bereits mit 12 Jahren war Böhme an einer Ausgrabung in ihrer Geburtsstadt Plowdiw beteiligt und hat unter anderem ein Bronzeamulett gefunden. Mit 19 Jahren konnte Böhme heimlich ihr erstes Tier, einen Elefanten, ausgraben.
Böhme legte 1986 ihr Abitur in Dresden ab und absolvierte 1987 bis 1992 ein Studium der Geologie am Institut für Geologie der TU Bergakademie Freiberg, das sie Anfang 1993 mit dem Diplom in Geologie abschloss. In den Folgejahren war sie wissenschaftliche Mitarbeiterin am Institut für Geophysik und Geologie der Universität Leipzig, wo sie Anfang 1997 im Fach Geologie-Paläontologie promoviert wurde. Ihre unveröffentlichte Dissertation trägt den Titel Revision der oligozänen und untermiozänen Vertreter der Gattung Palaeoleuciscus (Teleostei, Cyprinidae) Mitteleuropas.
Als post-doc-Stipendiatin und Forschungsstipendiatin, ab 2001 im Rahmen einer Habilitationsstelle, arbeitete sie in den Jahren 1998 bis 2006 am Institut für Paläontologie und historische Geologie der Ludwig-Maximilians-Universität München. 2003 habilitierte sie sich am Department für Geo- und Umweltwissenschaften mit der Arbeit Paläoklima und aquatische Ökosysteme im Neogen Europas. Von 2007 bis 2009 war Böhme Heisenberg-Stipendiatin der DFG. Dann wurde sie Professorin in Tübingen. Derzeit ist sie Fellow der Carl Friedrich von Siemens Stiftung.
Böhme forscht schwerpunktmäßig zur Evolution der frühen Menschen und ihrer Vorläufer und ihre Beziehung zur Klimaentwicklung während der letzten 25 Millionen Jahre. Ihre Studien zur Klimaentwicklung in Europa während des Miozäns wurden in mehreren internationalen Fachzeitschriften publiziert. Sie führte Grabungsprojekte u. a. in Südosteuropa, Vietnam, Laos, Westsibirien und Süddeutschland durch. In Südostasien war sie neben anderen Schwerpunkten auch an der Fossillagerstätte Na Dương tätig.

## Untersuchungen zuGraecopithecus freybergi
2017 untersuchte Böhme zusammen mit einem Forscherteam einen in Griechenland gefundenen Unterkiefer und einen Zahn aus Bulgarien, die dem Vormenschen Graecopithecus freybergi zugeschrieben werden. Die Wissenschaftler datierten die Funde auf ein Alter von 7,175 bzw. 7,24 Millionen Jahre, womit sie älter als der älteste bisher bekannte Vormensch Sahelanthropus seien, der aus Afrika stammt. Dies lässt aus ihrer Sicht den Schluss zu, dass die Abspaltung der Entwicklungslinien von Vormenschen und Schimpansen früher als bisher vermutet im östlichen Mittelmeerraum stattgefunden haben könnte, und nicht wie bisher angenommen in Afrika.

## Erstbeschreibung vonDanuvius guggenmosiundBuronius manfredschmidi
2019 beschrieb Böhme mit ihrem Team erstmals die 11,62 Millionen Jahre alte ausgestorbene Menschenaffenart Danuvius guggenmosi, die sich möglicherweise bereits zweibeinig und auch kletternd im jetzigen Ostallgäu fortbewegte. Das führte zu der These, dass sich der aufrechte Gang als Anpassung an ein Leben in Bäumen entwickelt hat. Zum ersten Mal wurden mehrere funktionell wichtige Gelenke in einem fossilen Skelett dieses Alters gefunden, einige Knochen ähnelten mehr dem Menschen als dem Menschenaffen. Der Fundort war die Tongrube in Hammerschmiede bei Pforzen im Allgäu. Böhme gab dem Fund den unwissenschaftlichen Kurznamen „Udo“, weil am Tag des Fundes Udo Lindenberg seinen 70. Geburtstag feierte. 2020 wurde Böhmes Analyse der Skelettteile von Danuvius guggenmosi im Fachmagazin Nature angezweifelt.
2024 stellten Böhme und ihr Team die neue Art Buronius manfredschmidi vor, die zur gleichen Zeit und am gleichen Ort wie Danuvius guggenmosi existierte.

## Auftritte in Dokumentarfilmen
- Terra X: Der Rhein (1/2): Von Vulkanen und Riesenflößen, 2016[19]

- Europa – Wiege der Menschheit? Dokumentarfilm von Florian Breier und Rüdiger Braun.[20][21][22]

## Bücher
- Madelaine Böhme, Rüdiger Braun, Florian Breier: Wie wir Menschen wurden – Eine kriminalistische Suche nach Hinweisen auf die Ursprünge der Menschheit. Heyne, München, 2019, ISBN 978-3-453-20718-9.